# Helimagnetismus
Helimagnetismus je nevyrovnanou formou magnetického uspořádání. Vyplývá z konkurence mezi feromagnetickou a antiferomagnetickou výměnnou interakcí, a je zpravidla pozorován pouze u teplot za nichž existuje kapalné helium. Spiny sousedních magnetických momentů zařadí samy sebe do spirály nebo spirálovitého vzoru, s charakteristickým úhlem oběhu mezi 0 a 180 stupňi. Je možné vidět feromagnetismus a antiferomagnetismus jako helimagnetickou strukturu s charakteristickými úhly otočení 0 a 180 stupňů. Helimagnetické principy narušují prostorovou inverzní symetrii, protože v přírodě mohou existovat buď levotočivé nebo pravotočivé.